# St. Marien (Rußhütte)

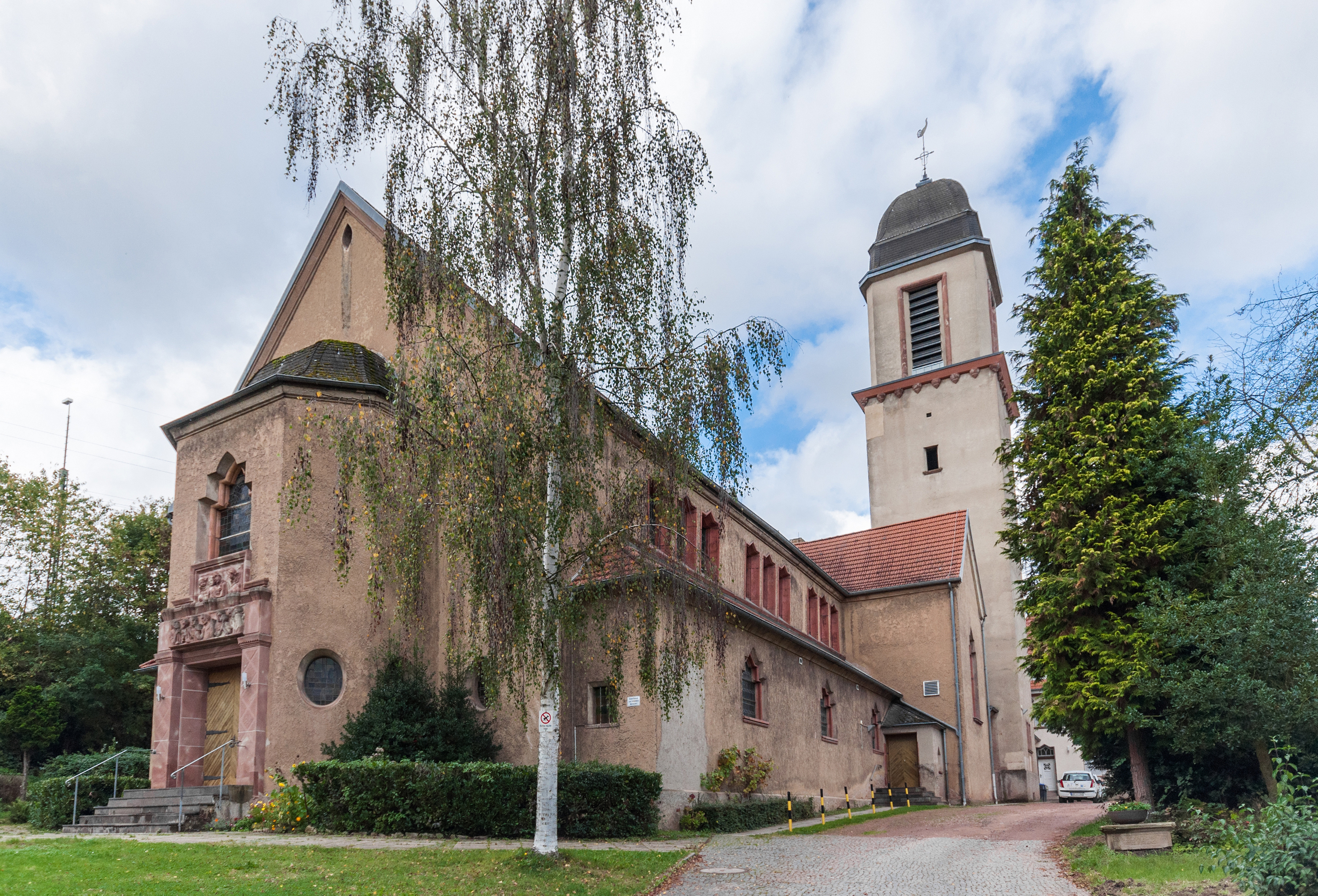
Die katholische Kirche St. Marien in Malstatt-Rußhütte

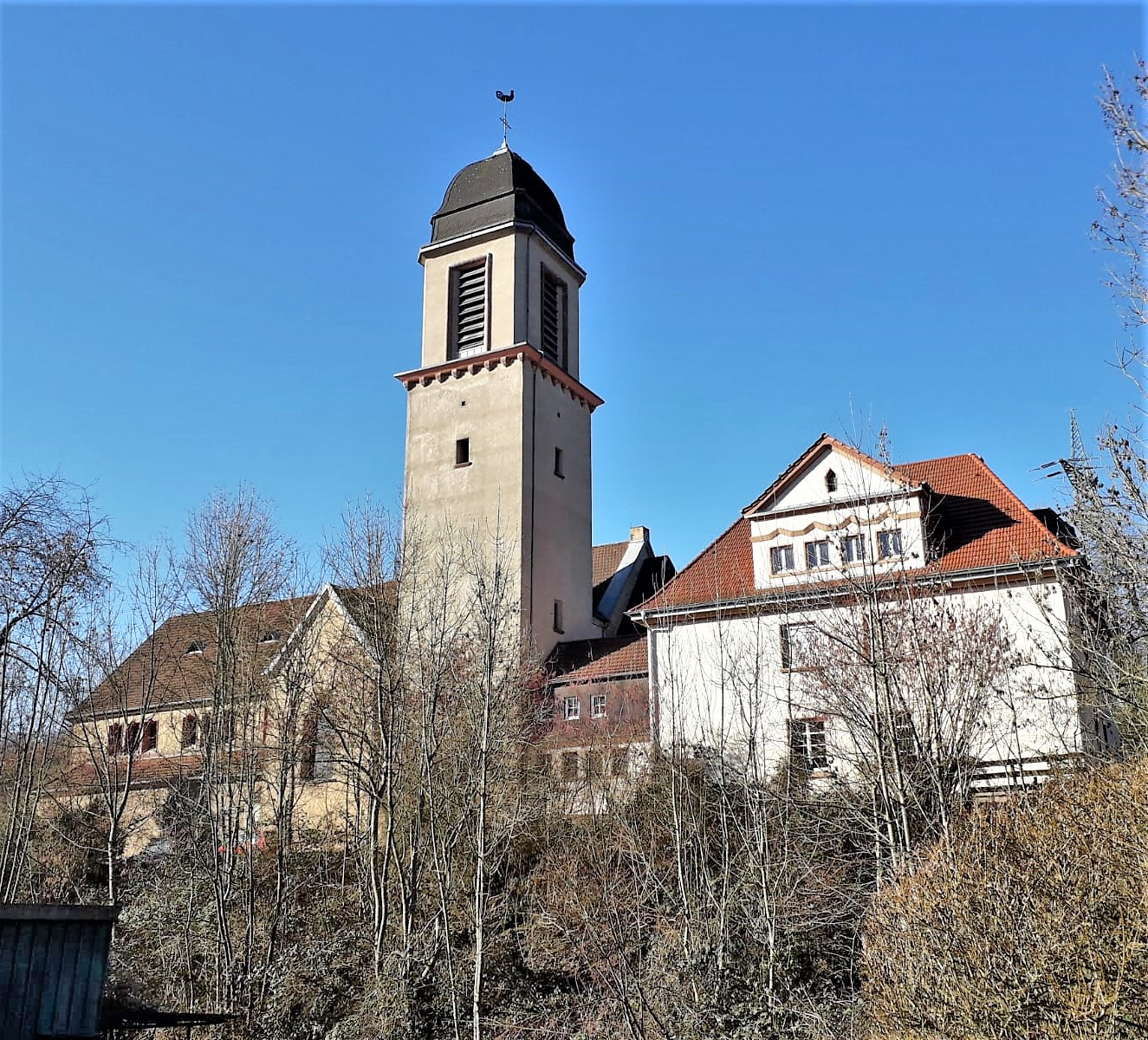
St. Marien mit Pfarrhaus am Hochufer des Fischbaches

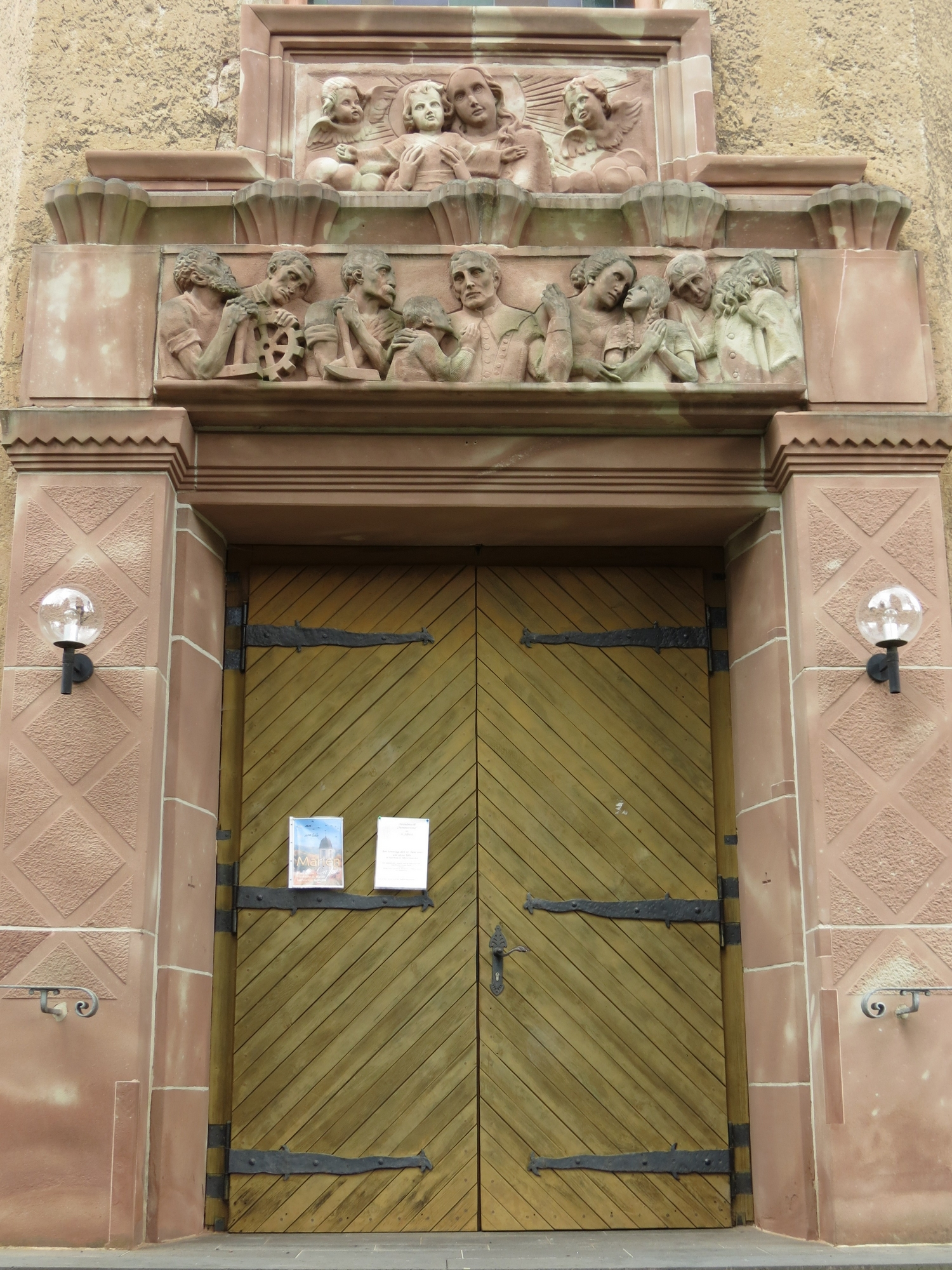
Portal der kath. Kirche St. Marien, Malstatt-Rußhütte, Reliefbild: Die Einwohner von Rußhütte in Verehrung der Jungfrau Maria mit dem Jesuskind

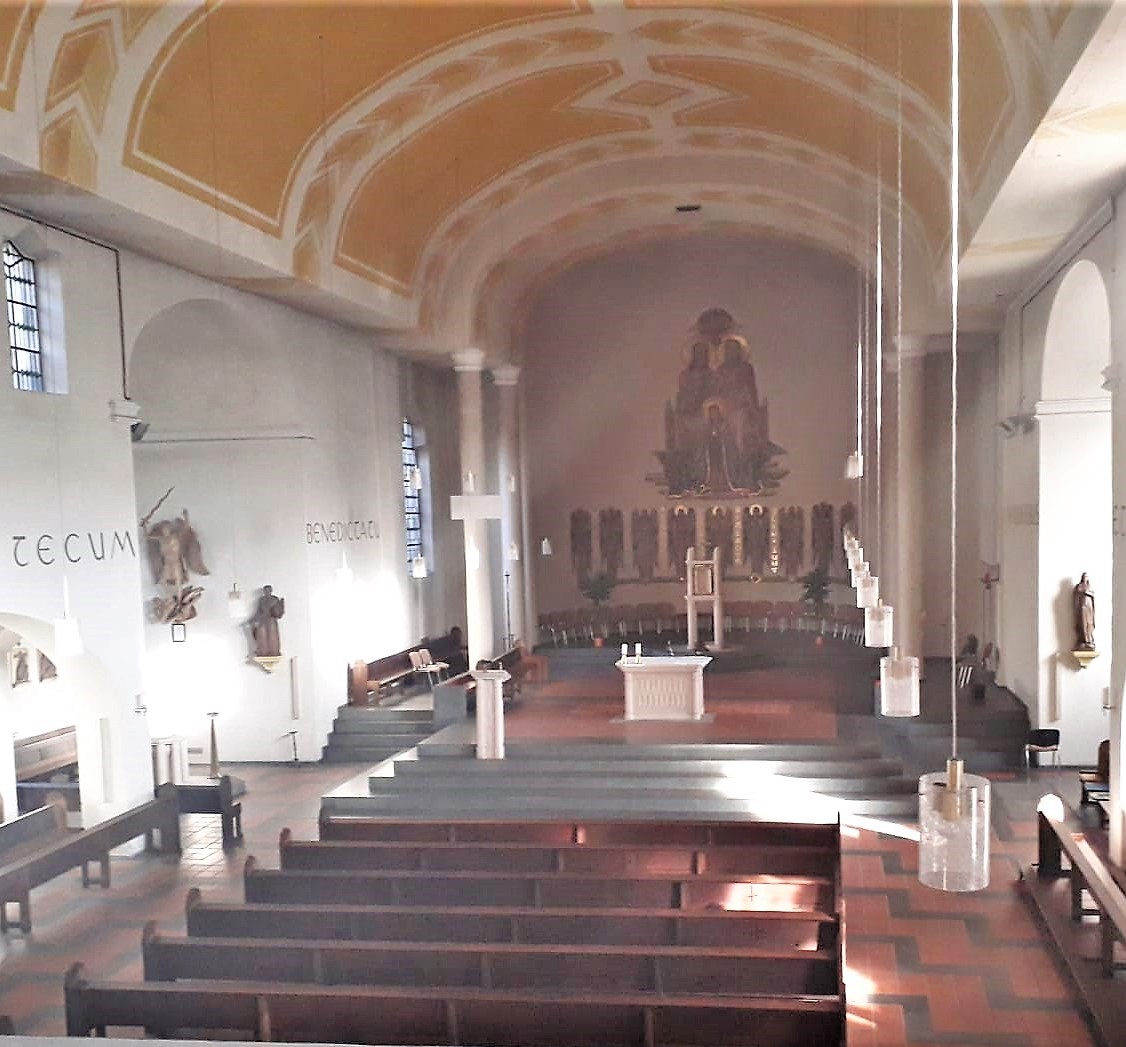
Blick in den Innenraum

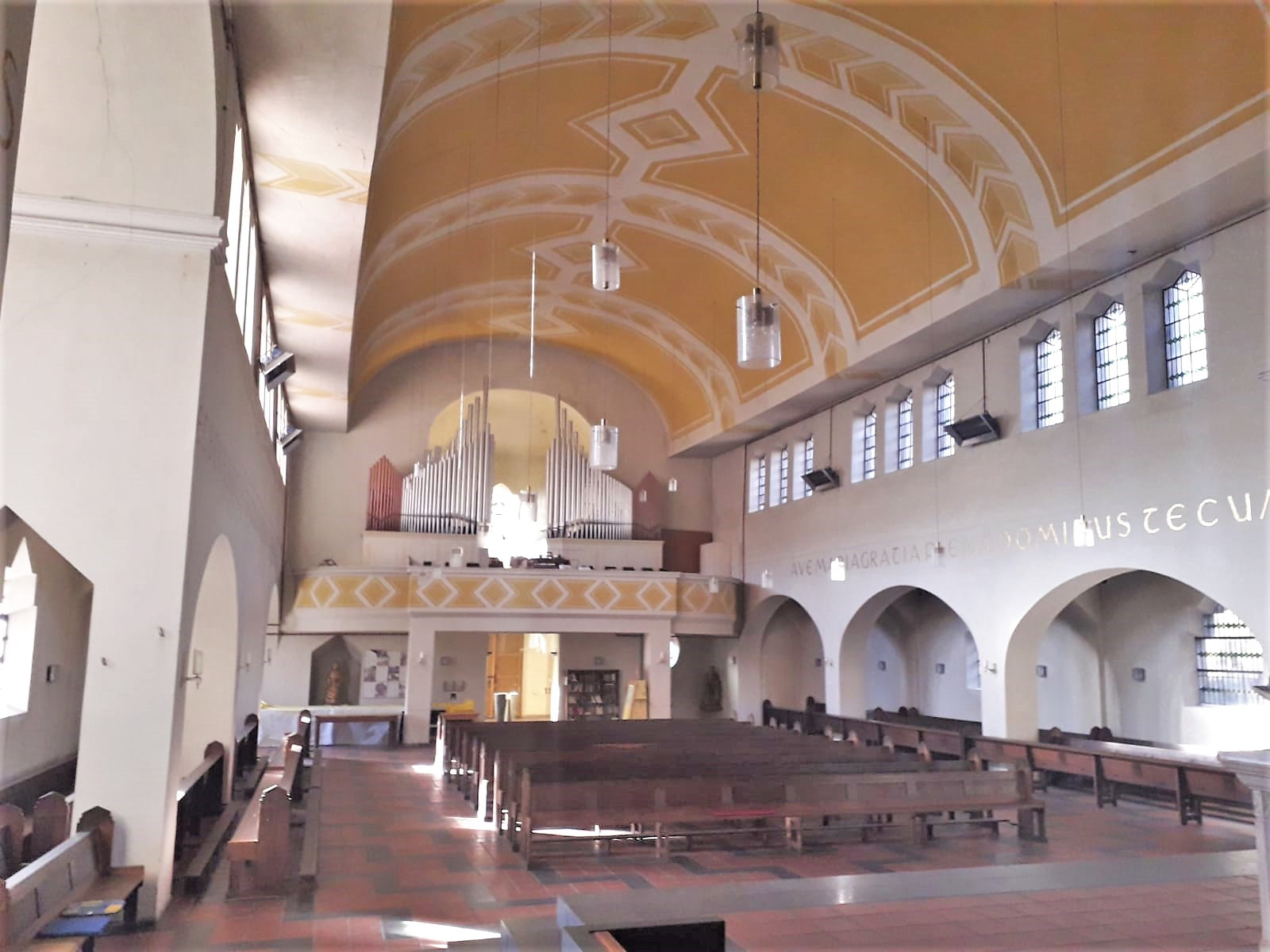
Blick zur Empore

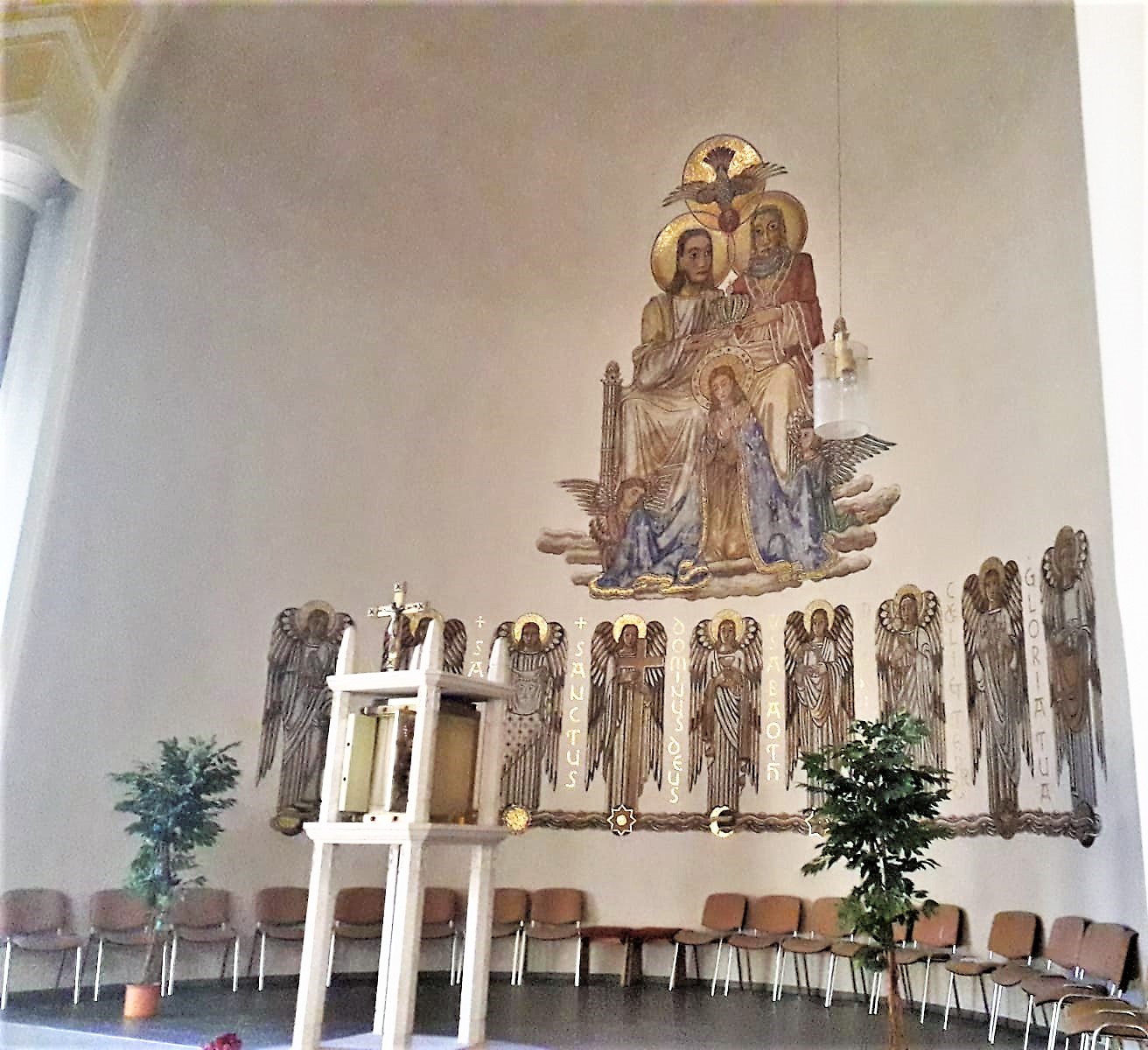
Altarraum mit Mosaik von Villeroy & Boch

Die 2024 profanierte katholische Kirche St. Marien war zuletzt ein Kirchengebäude der Pfarreiengemeinschaft Saarbrücken Malstatt, seit dem 1. Januar 2024 Pfarrei Saarbrücken St. Josef, im Pastoralen Raum Saarbrücken des Bistums Trier und steht in der Fischbachstraße im Saarbrücker Stadtteil Malstatt auf der Rußhütte. Sie trägt das Patrozinium Mariä Aufnahme in den Himmel.

## Geschichte
Bis zur Errichtung der Pfarrei St. Josef in Malstatt im Jahre 1887 wurde die Rußhütte, die im Jahr 1721 durch den Glasbläsermeister August Guthmann, der hier mit Erlaubnis des Grafen Karl Karl Ludwig von Nassau-Saarbrücken eine Glashütte errichtet und acht Familien ansiedelt hatte, wie die übrigen Teile der heutigen Großstadt Saarbrücken von der katholischen Pfarrei St. Johann in St. Johann (Saar) pastoral betreut. Problematisch für die Ausübung der Seelsorge war die recht weite fußläufige Entfernung (3/4-stündiger Fußweg) zwischen der Rußhütte und St. Johann. Zu Beginn des 19. Jahrhunderts zählte Rußhütte mit Malstatt zusammen 75 Haushaltungen mit 450 Einwohnern. Bis zum Jahr 1880 hatte sich die Einwohnerzahl der Rußhütte auf 778 erhöht. Ab dem Jahr 1887 wurde Malstatt mit Rußhütte von St. Johann abgetrennt und zur selbstständigen Pfarrei St. Josef erhoben. Ab diesem Zeitpunkt wurden die Katholiken der Rußhütte durch Kapläne von St. Josef aus seelsorgerisch betreut. Im Jahr 1893 wurde in Rußhütte ein Kirchbauverein unter der Initiative des Pfarrers von St. Josef, Matthias Metzdorf, gegründet.
Der plötzliche Tod von Pfarrer Metzdorf und der Ausbruch des Ersten Weltkrieges setzten den Planungen ein vorzeitiges Ende. Erst nach dem Ersten Weltkrieg konnte im Jahr 1919 eine Notkirche in Dienst genommen werden. Nach einem Beschluss der Stadtverwaltung stand Anfang des Jahres 1920 das Gelände der Charlottenstiftung zum Verkauf. Pfarrer Franz-Josef Bungarten erwarb das Areal im Namen der Gemeinde St. Josef, die es der Tochtergemeinde St. Marien zum Geschenk machte und damit eine wesentliche Voraussetzung für das Bauvorhaben von Kirche und Pfarrhaus schuf. Nachdem sich im selben Jahr auch die Gelegenheit zum Ankauf des in Privatbesitz befindlichen Saalbaus der Notkirche ergab, konnte im Jahr 1922 das bischöfliche Generalvikariat in Trier dem Drängen der Gemeinde folgen, die selbstständige Pfarrei St. Marien in Rußhütte zu errichten. Die katholische Pfarrkirche St. Marien (Patrozinium Mariä Himmelfahrt) wurde schließlich in den Jahren 1926–1927 durch die Mainzer Architektengemeinschaft Ludwig Becker und Anton Falkowski in einem abstrahierenden Neo-Barockstil erbaut. Konsekriert wurde sie am 10. Oktober 1929 durch den Trierer Weihbischof Antonius Mönch. Im Jahr 1938 wurde ein Teil der Pfarrei St. Marien wieder zur Mutterpfarrei St. Josef umgepfarrt. Bei einem Luftangriff im Jahr 1945 wurde die Rußhütter Kirche beschädigt, konnte aber bereits 1947–1949 instand gesetzt werden. Heute besteht die Pfarrei St. Marien in einer Seelsorgeeinheit mit St. Albert im Malstatter Distrikt Rodenhof.
Seit etwa 2017 ist die Kirche wegen Bauschäden geschlossen. Gottesdienste fanden seither im Gemeindesaal statt. Am 20. Juli 2024 wurde die Kirche mit einem Gottesdienst vor der Kirche profaniert.

## Architektur
Die Kirche ist eine Basilika des Abstraktions-Historismus mit Elementen des Neobarock. Sie wurde in den Jahren 1926–1927 nach Planungen der Mainzer Architekten Ludwig Becker und Anton Falkowski errichtet und am 10. Oktober 1929 feierlich konsekriert. Die im Zweiten Weltkrieg entstandenen Schäden konnten bis zum Jahr 1949 unter der Leitung des Architekten Karl Kaule behoben werden. Kaule führte dabei den Dachstuhl niedriger als im Vorkriegszustand aus.
Das Langhaus der Basilika ist dreijochig ausgeführt. Das Mittelschiff dominiert als saalartiger Hauptraum den Gesamtraum, da die Seitenschiffe relativ niedrig und schmal gestaltet wurden. Das Pultdach der Seitenschiffe reicht bis an die Sohlbänke der Obergadenfenster. Die Form der Fenster besteht aus einem Quadrat mit kleineren Rechtecken und nochmals eingezogenem kleinen Spitzbogen, die von einem Rundstab eingefasst werden. Diese Fensterformen werden, größenmäßig variiert, an Seitenschiffen, Querschiffstirnwänden und am Portalvorraum eingesetzt.
Die Querschiffarme laden über das Hauptschiff und die Seitenschiffe hinaus, erreichen aber in der Dachstuhlzone nicht die Höhe des Langhausdaches. Auch im Innenraum sind die Querschiffarme dem Mittelschiff untergeordnet.
Der große Kirchturm auf quadratischem Grundriss steht zu Seiten des eingezogenen Chorbereichs auf der Südseite der Kirche. Das Glockengeschoss erhebt sich in zurückgesetzter Form über einem ausladenden Konsolgesims und ist mit einer barockisierenden Haube bedeckt. Die Schallfenster schließen gerade.
Das Kirchenäußere ist mit Ausnahme der Gewände der Fenster und des Portals ganz verputzt und ohne eine architektonische Gliederung. Die Bauzier tritt nur an der Front des polygonalen, von einem barockisierenden glockenförmigen Dach geschlossenen Portalvorbaus auf. Reliefierte Pilaster und ein großer Türsturz rahmen das eigentliche Gewände der schlichten Tür. Das Reliefbild zeigt Einwohner der Rußhütte als Industriearbeiter, Bergleute, Kinder, eine Mutter und ein Greisenpaar in Verehrung der Jungfrau Maria mit dem Jesuskind. Die Mutter Gottes ist dabei von kleinen barockisierenden Putti flankiert. Ein Elternpaar scheint seine Kinder, einen Jungen und ein Mädchen, zur Verehrung der Jungfrau mit Kind anzuhalten. Ein Fenster ergänzt den Portalaufbau.
Im Eingangsbereich der Kirche steht eine Mariensäule mit der Statue der Unbefleckten Empfängnis.
Der Kirchenbau nimmt den traditionellen Bautypus der Basilika auf, verändert aber dessen Proportionen. Die kristallin geformten Fensterstürze lassen sich nicht mehr einer bestimmten historischen Stilform zuordnen, die kristallin-gezackten Formen erinnern an den zeitgenössischen Expressionismus.

## Ausstattung
Im Marianischen Jahr 1954 wurde durch den Künstler und Architekt Hans Hansen (1889–1966) das Mosaikbild „Die Krönung Mariens durch die Heiligste Dreifaltigkeit“ im Halbrund der Apsis hinter dem Hochaltar angebracht.
Die Firma Villeroy & Boch (Mettlach) fertigte im Jahr 1956 für den Bereich unterhalb des Krönungsmosaikes ein Mosaik-Fries mit neun überlebensgroßen Engelgestalten, die die Leidenswerkzeuge Christi halten. Zwischen ihnen ist in Goldschrift das Preislied der Himmelschöre „Sanctus, Sanctus, Sanctus, Dominus Deus Sabaoth. Pleni sunt coeli et terra gloria tua“ eingefügt. Das Mosaik wurde durch die Saarbrücker Firma Gebr. Deutsch verlegt.
Der Bildhauer Bogler (Neunkirchen) schuf im Jahr 1959 eine Statue aus weißem Kunststein.

## Orgel

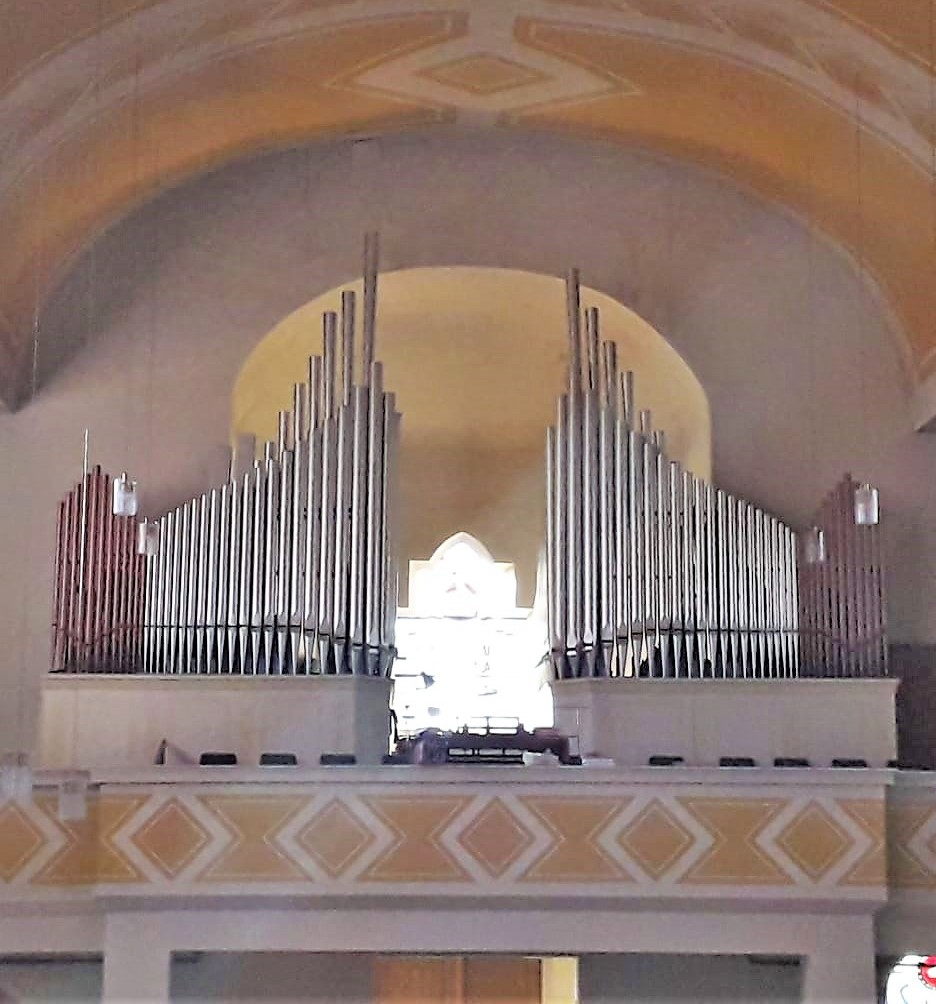
Mayer-Orgel

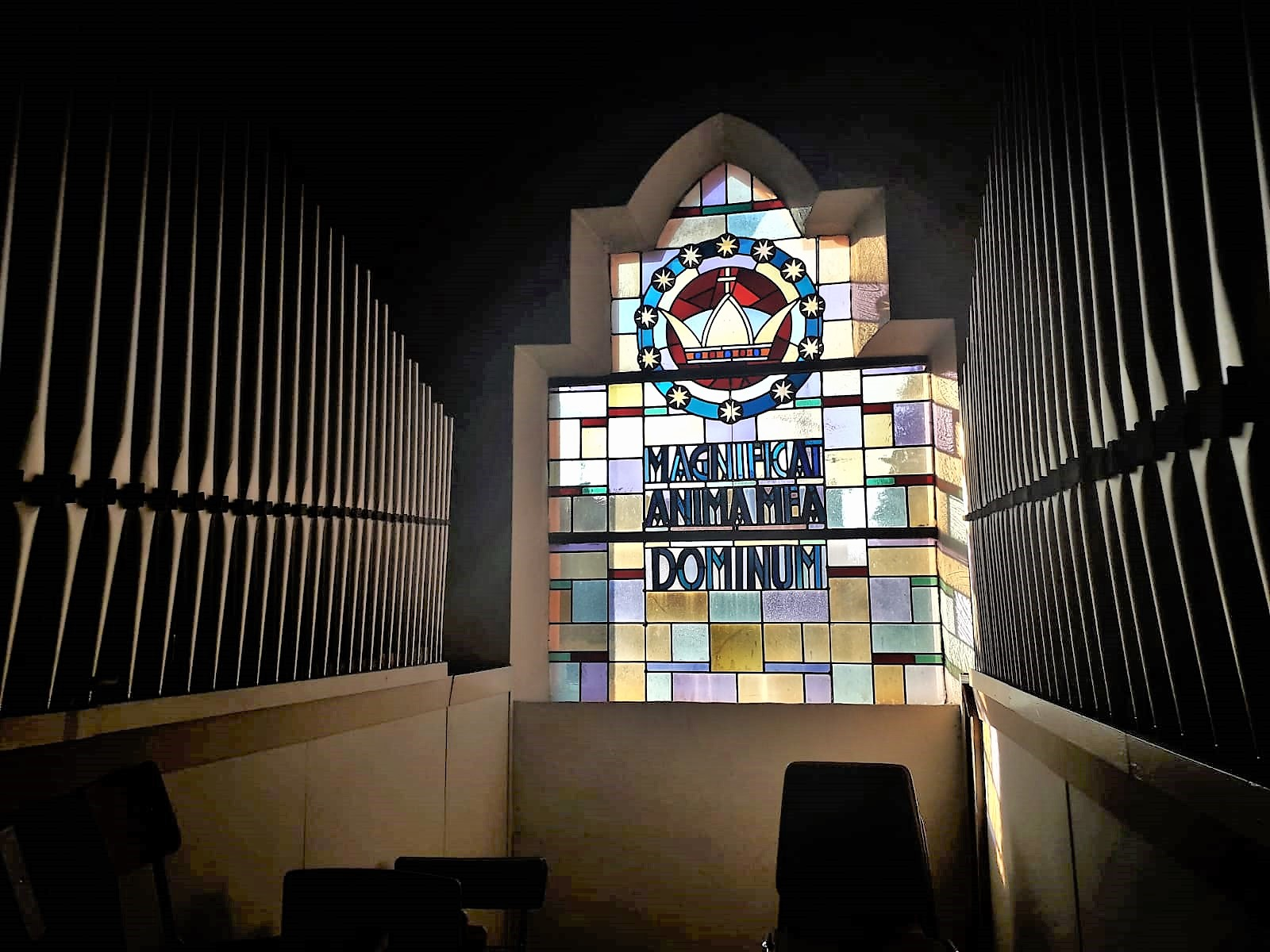
Südfenster zwischen den beiden Orgelhälften

Die Orgel der Kirche wurde 1956 von der Firma Hugo Mayer Orgelbau erbaut. Das auf einer Empore aufgestellte Kegelladen-Instrument verfügt über 24 (26) Register, verteilt auf zwei Manuale und Pedal. Die Spiel- und Registertraktur ist elektropneumatisch. Die Disposition lautet wie folgt:
| I Hauptwerk C–g3 |             |       |
| 1.               | Bourdon     | 16′   |
| 2.               | Prinzipal   | 8′    |
| 3.               | Rohrflöte   | 8′    |
| 4.               | Salizional  | 8′    |
| 5.               | Oktave      | 4′    |
| 6.               | Spitzflöte  | 4′    |
| 7.               | Quinte      | 2 ⁄3′ |
| 8.               | Waldflöte   | 2′    |
| 9.               | Mixtur 4-5f |       |
| 10.              | Trompete    | 8′    |

| II Positiv C–g3 |                |       |
| 11.             | Gedackt        | 8′    |
| 12.             | Prinzipal      | 4′    |
| 13.             | Nachthorn      | 4′    |
| 14.             | Sesquialter 2f | 2 ⁄3′ |
| 15.             | Prinzipal      | 2′    |
| 16.             | Blockflöte     | 1′    |
| 17.             | Cymbel 4f      |       |
| 18.             | Dulzean        | 16′   |
| 19.             | Schalmey       | 8′    |

| Pedal C–f1 |               |                             |
| 20.        | Subbass       | 16′                         |
|            | Gedecktbass   | 16′ (Transm. I Bourdon 16′) |
| 21.        | Oktavbass     | 8′                          |
|            | Bassflöte     | 8′ (Transm. I Rohrflöte 8′) |
| 22.        | Choralbass    | 4′                          |
| 23.        | Hintersatz 4f |                             |
| 24.        | Posaune       | 16′                         |

- Koppeln: II/I, I/P, II/P
- Spielhilfen: 2 freie Kombinationen, Tutti, Crescendowalze, Zungeneinzelabsteller

## Glocken
Im Jahr 1936 wurden neugegossene Glocken im Glockenturm aufgehängt. Nach der Glockenabgabe im Zweiten Weltkrieg war nur noch eine Glocke (Ton b′) vorhanden. Im Jahr 1953 wurden vom Bochumer Verein drei neue Stahlglocken (es′ – 1128 kg – Ø 142,5 cm, ges′ – 657 kg – Ø 118 cm, as′ – 440 kg – Ø 104,5 cm) zur Altglocke hinzugefügt.